# Typ 31 75-mm-Gebirgsgeschütz
Das Typ 31 75-mm-Gebirgsgeschütz (jap. 三十一年式山砲 Sanjūichinen-shiki Sampō) war ein japanisches Gebirgsgeschütz, das von der kaiserlich japanischen Armee im Russisch-Japanischen Krieg, im Ersten Weltkrieg, im Zweiten Japanisch-Chinesischen Krieg, im Sowjetisch-Japanischen Grenzkrieg und im Zweiten Weltkrieg eingesetzt wurde.

## Geschichte

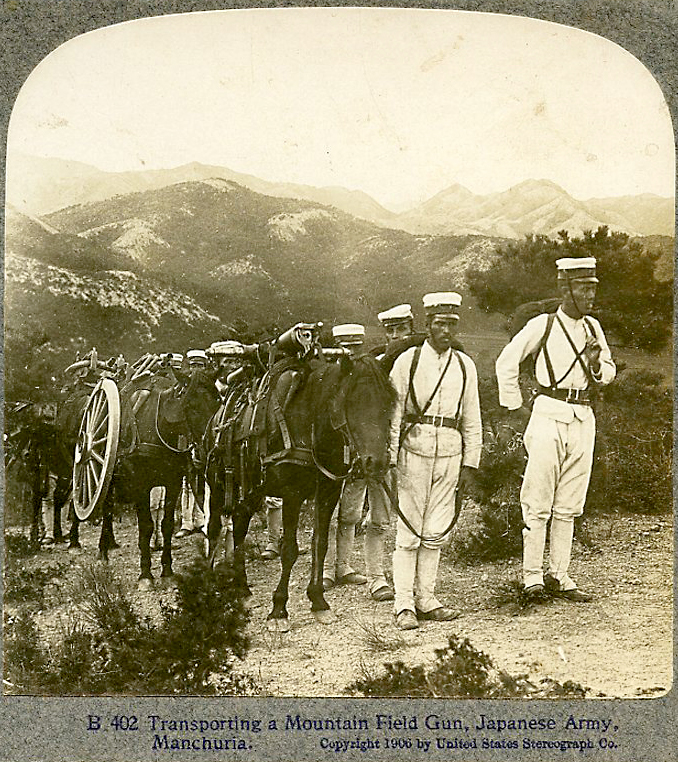
Ein Typ 31 Gebirgsgeschütz, in Einzelteile auf Pferde zerlegt, mit seiner japanischen Geschützbedienung.

Das Typ 31 75-mm-Gebirgsgeschütz wurde 1898 von Generalleutnant Arisaka Nariakira entworfen. Typ 31 bezieht sich dabei auf das Entstehungsjahr, das im 31. Jahr der Herrschaft von Kaiser Meiji war. Das Geschütz wurde im Osaka-Arsenal hergestellt und war neben dem 75-mm-Feldgeschütz Typ 31 das Standardgeschütz der japanischen Armee im Russisch-Japanischen Krieg. Es war bei der 5., 7., 8., 9., 10., 11. und 12. Division in Verwendung. Jeder Division war ein Artillerieregiment zugeteilt. Dieses bestand aus zwei Bataillonen mit jeweils drei Batterien mit jeweils sechs Geschützen, pro Regiment also 36 Geschütze.
Aus Mangel an Alternativen blieb das Typ 31 trotz seiner veralteten Technik bis zum Ende des Zweiten Weltkriegs im Einsatz.

## Beschreibung

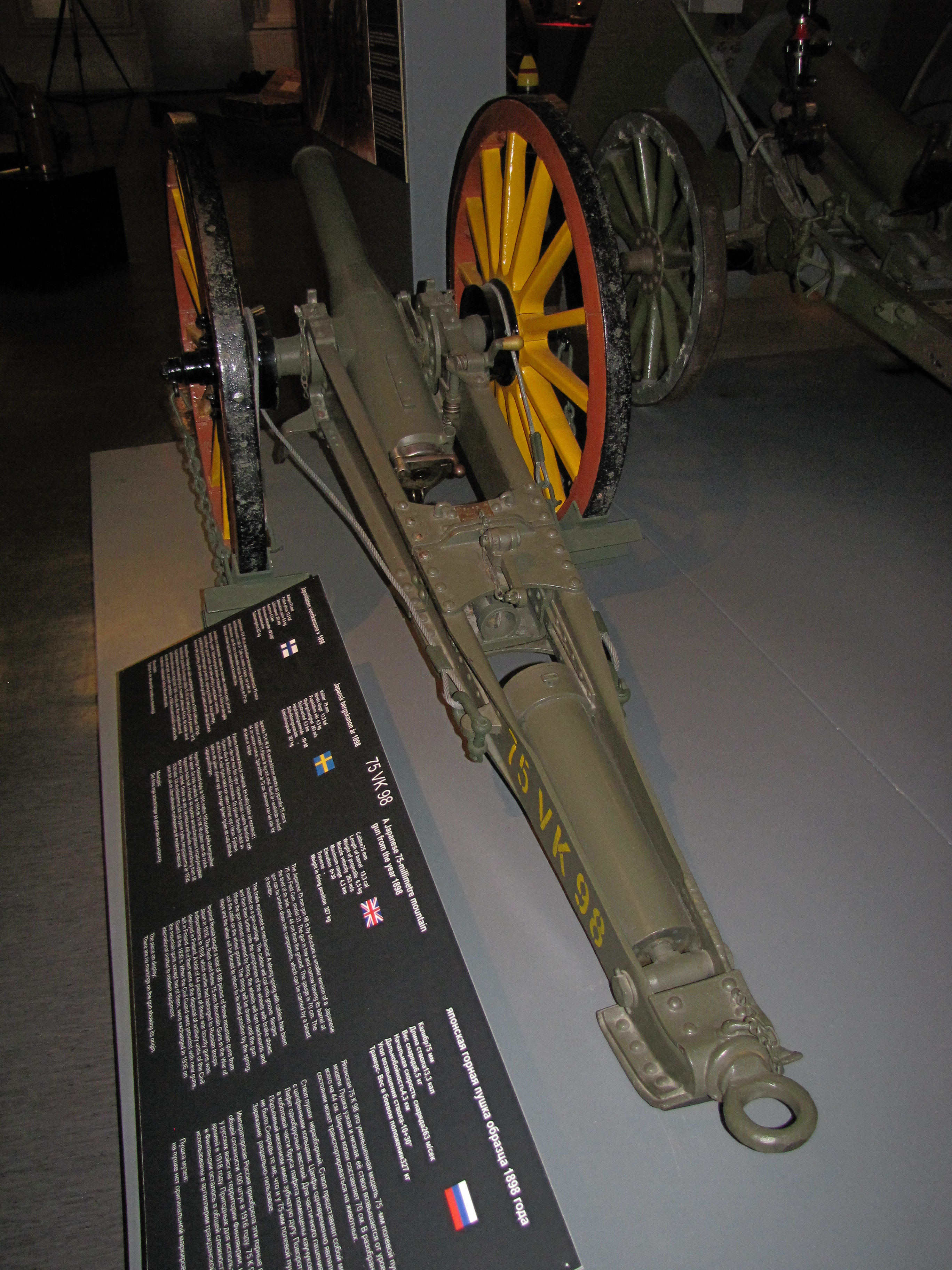
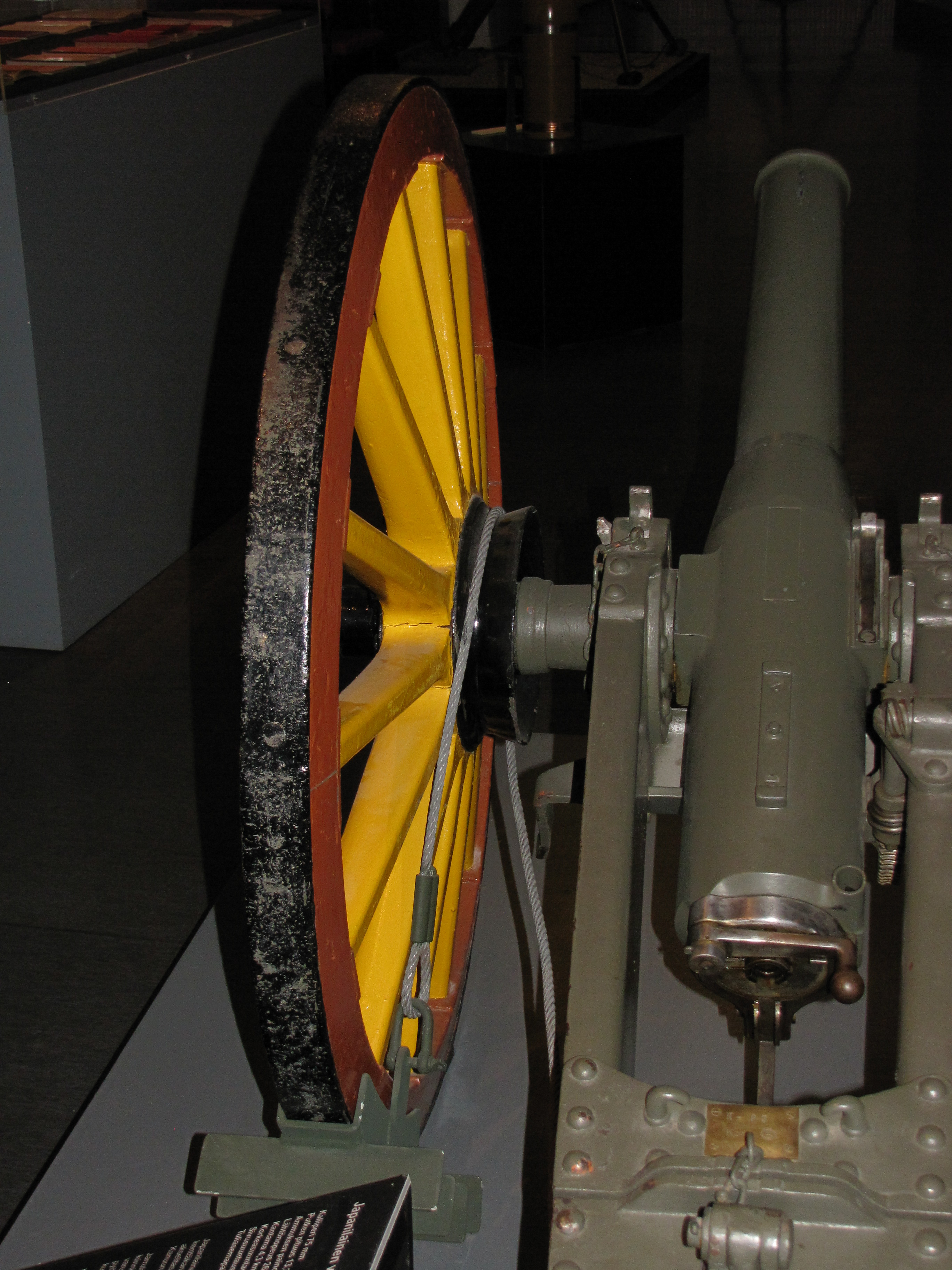
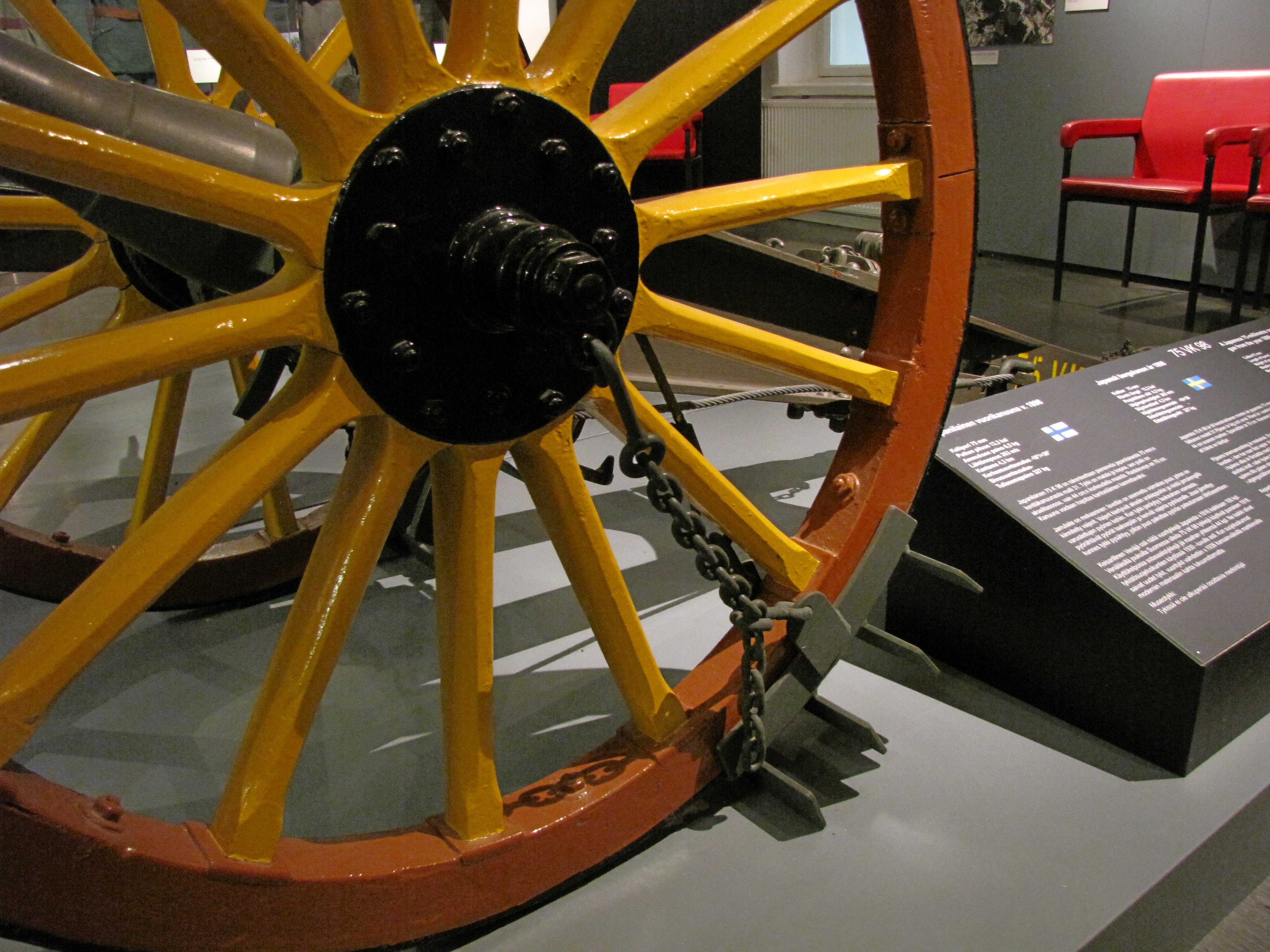
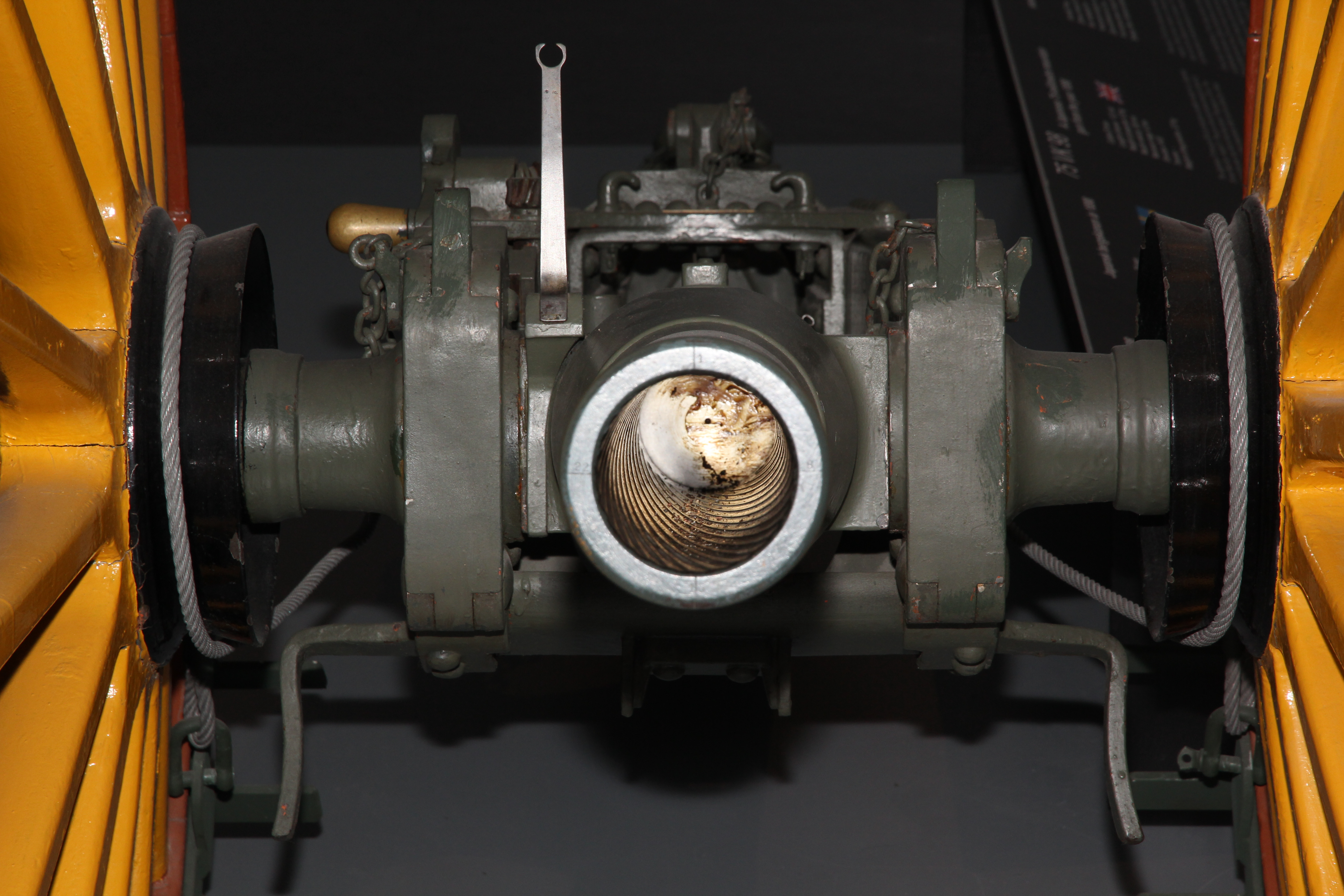
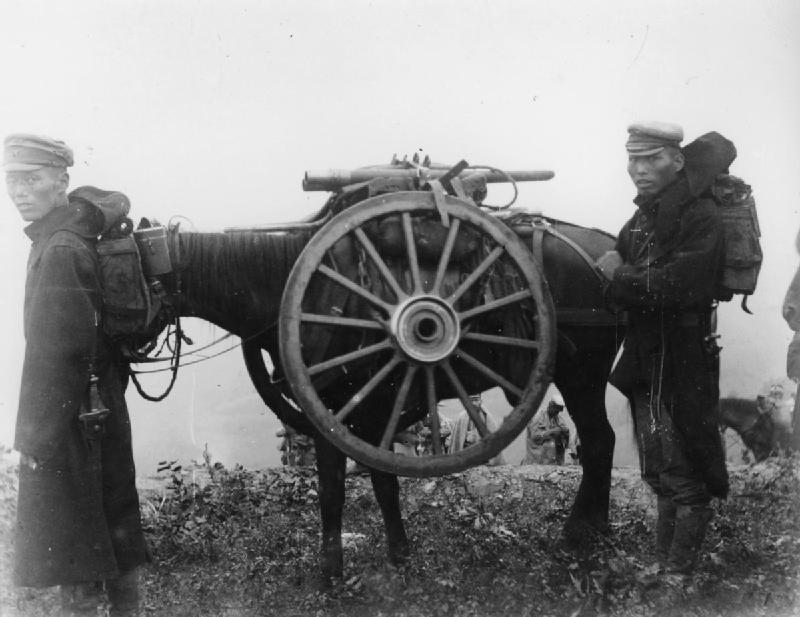

Ein großer Nachteil gegenüber den russischen Geschützen war beim Typ 31 75-mm-Gebirgsgeschütz das Fehlen des Rohrrücklaufs beim Schießen, womit es kein Schnellfeuergeschütz war. Nach jedem Feuern sprang das Geschütz zurück und musste neu ausgerichtet werden. Dadurch wurde die Feuergeschwindigkeit auf zwei bis drei Schüsse pro Minute verringert. Das Geschützrohr war aus Stahl und verschoss rauchschwache 6 kg schwere hochexplosive oder Schrapnell-Granaten. Die effektive Reichweite lag bei ca. 4300 Metern. Wie bei Gebirgsgeschützen üblich konnte das Typ 31 Gebirgsgeschütz in Einzelteile zerlegt und auf Pferde geladen werden (siehe Bild).